# Campeonato Asiático de Voleibol Femenino
El Campeonato Asiático de Voleibol Femenino es una competencia deportiva para los equipos nacionales de voleibol femenino, que actualmente se celebra cada dos años y es organizado por la Confederación Asiática de Voleibol. China ha sido campeón asiático 13 veces, mientras que Japón lo fue 4 veces.

## Historial
| N.º   | Año  | Sede                                              |                                    |                                    |                                    | Cuarto                             |
| ----- | ---- | ------------------------------------------------- | ---------------------------------- | ---------------------------------- | ---------------------------------- | ---------------------------------- |
| I     | 1975 | Australia, Melbourne                              | Japón                              | Corea del Sur                      | China                              | Australia                          |
| II    | 1979 | Hong Kong, Hong Kong                              | China                              | Japón                              | Corea del Sur                      | Australia                          |
| III   | 1983 | Japón, Tokio                                      | Japón                              | China                              | Corea del Sur                      | China Taipéi                       |
| IV    | 1987 | China, Shanghái                                   | China                              | Japón                              | Corea del Sur                      | Nueva Zelanda                      |
| V     | 1989 | Hong Kong, Hong Kong                              | China                              | Corea del Sur                      | Japón                              | China Taipéi                       |
| VI    | 1991 | Tailandia, Bangkok                                | China                              | Japón                              | Corea del Sur                      | Corea del Norte                    |
| VII   | 1993 | China, Shanghái                                   | China                              | Japón                              | Corea del Sur                      | China Taipéi                       |
| VIII  | 1995 | Tailandia, Chiang Mai                             | China                              | Corea del Sur                      | Japón                              | China Taipéi                       |
| IX    | 1997 | Filipinas, Manila                                 | China                              | Corea del Sur                      | Japón                              | China Taipéi                       |
| X     | 1999 | Hong Kong, Hong Kong                              | China                              | Corea del Sur                      | Japón                              | Tailandia                          |
| XI    | 2001 | Tailandia, Nakhon Ratchasima                      | China                              | Corea del Sur                      | Tailandia                          | Japón                              |
| XII   | 2003 | Vietnam, Ciudad Ho Chi Minh                       | China                              | Japón                              | Corea del Sur                      | Tailandia                          |
| XIII  | 2005 | China, Taicang                                    | China                              | Kazajistán                         | Japón                              | Corea del Sur                      |
| XIV   | 2007 | Tailandia, Nakhon Ratchasima                      | Japón                              | China                              | Tailandia                          | Corea del Sur                      |
| XV    | 2009 | Vietnam, Hanoi                                    | Tailandia                          | China                              | Japón                              | Corea del Sur                      |
| XVI   | 2011 | Taiwán, Taipéi                                    | China                              | Japón                              | Corea del Sur                      | Tailandia                          |
| XVII  | 2013 | Tailandia, Nakhon Ratchasima                      | Tailandia                          | Japón                              | Corea del Sur                      | China                              |
| XVIII | 2015 | China, Tianjin                                    | China                              | Corea del Sur                      | Tailandia                          | China Taipéi                       |
| XIX   | 2017 | Filipinas, Biñan                                  | Japón                              | Tailandia                          | Corea del Sur                      | China                              |
| XX    | 2019 | Corea del Sur, Seúl                               | Japón                              | Tailandia                          | Corea del Sur                      | China                              |
| XXI   | 2021 | Filipinas, San Fernando / Angeles City / Olóngapo | Cancelado por pandemia de COVID-19 | Cancelado por pandemia de COVID-19 | Cancelado por pandemia de COVID-19 | Cancelado por pandemia de COVID-19 |
| XXII  | 2023 | Tailandia, Nakhon Ratchasima                      | Tailandia                          | China                              | Japón                              | Vietnam                            |

## Medallero histórico
- Actualizado hasta Filipinas 2017.

| Núm. | País          | Oro | Plata | Bronce | Total |
| ---- | ------------- | --- | ----- | ------ | ----- |
| 1    | China         | 13  | 3     | 1      | 17    |
| 2    | Japón         | 4   | 7     | 6      | 17    |
| 3    | Tailandia     | 2   | 1     | 3      | 6     |
| 4    | Corea del Sur | 0   | 7     | 9      | 16    |
| 5    | Kazajistán    | 0   | 1     | 0      | 1     |